# Petronio Franceschini
Petronio Franceschini (* 9. Januar 1651 in Bologna; † 4. Dezember 1680 in Venedig) war ein italienischer Komponist und Cellist.

## Leben
Petronio Franceschini, ein Bruder des Malers Marcantonio Franceschini, studierte zunächst in seiner Heimatstadt bei Lorenzo Perti und danach in Rom bei Giuseppe Corsi da Celano. Danach kehrte er nach Bologna zurück und wurde eines der ersten Mitglieder der Accademia Filarmonica, zu deren Principe er 1673 gewählt wurde. Von 1675 bis 1680 war er Cellist der Capella musicale an der Basilika San Petronio. Danach wurde er nach Venedig berufen, um die Oper Dioniso ovvero La virtù trionfante del vitio zu komponieren. Er starb jedoch an einer Erkrankung kurz nach der Vollendung des ersten Aktes. Am 25. Januar 1681 wurde ein feierliches Requiem, von Giovanni Legrenzi komponiert, auf Kosten seiner Freunde in der Kirche San Zanipolo für ihn abgehalten. Seine bekanntesten Schüler waren Giacomo Antonio Perti und Domenico Gabrielli.
Franceschini, der ein Repräsentant der Bologneser Schule blieb, komponierte vier Opern, zwei Oratorien, kirchenmusikalische Werke, 4 Kantaten und 2 Canzonetten, mehrere Triosonaten und eine Sonate für 2 Trompeten, Streicher und Orgel.

## Werke
- Oronte de Menfi, 1676
- Arsinoe, 1676
- Prologo ed Intermedi dell’Arsinoe, 1677
- Apollo in Tessaglia, 1679
- mehrere kirchenmusikalische Werke (Messen, Motetten, Offertorien, Psalmen, Hymnen, Litaneien u. a.)

## Einspielungen (Auswahl)
- Tromba aalensis 2 – Wachet auf, ruft uns die Stimme. Festliche Musik für zwei Trompeten und Orgel, u. a. mit der Sonate in D-Dur von Petronio Franceschini für zwei Trompeten, mit Thomas Haller (Orgel), Johann Konnerth und Jörg Günter (Trompeten), Aufnahme vom Juli 2007 in der Salvatorkirche Aalen, Tonstudio Resonanz, LC 00378